# Gyerőfidongó
Gyerőfidongó (románul Dângău Mic) falu Romániában, Kolozs megyében.

## Nevének említése
1839-1863-ig Dongó, Dingeou, Dingo, Dlugo, 1873-ban Dongo, Dingó, 1880-ban Dongó (Gyerőfi-), 1890-ben Gyerőfi-Dongó, 1920-ban Dângăul Mic, Gherofi-Dângău, 1930-ban és 1941-ben Dângăul-Mic néven ismerték.

## Lakossága
1850-ben a 205 fős településnek nem volt magyar lakosa. 1992-ben 327 fős lakossága román nemzetiségű volt.
Román lakosai 1850-től napjainkig ortodox hitűek.

## Története
A 18. század közepén települhetett Egerbegy határára. A trianoni békeszerződésig Kolozs vármegye Gyalui járásához tartozott.

## Látnivaló
Jelenlegi ortodox fatemploma 1764-ben épült.